# Roberto Titi
Roberto Titi (Sansepolcro, 1551 – 1609), Robertus Titius en latin, est un philologue et humaniste italien, éditeur des auteurs antiques.

## Biographie
Né en 1551 à San Sepolcro en Toscane fut élevé d’abord à Bologne, ensuite à Rome et à Pise. Attiré dans cette dernière ville par les bienfaits de Cosme Ier, il termina ses études sous la direction des plus habiles maîtres dans un collège nouvellement fondé par ce prince. En 1576, il prit les degrés de docteur, et il alla s’établir à Florence pour fréquenter le barreau. Titi se mit aussi à composer des vers qui lui acquirent une certaine réputation ; mais ce qui contribua surtout à l’étendre, ce fut une querelle très-vive qu’il eut avec Joseph Juste Scaliger, qui l’attaqua avec son emportement ordinaire. Le savant italien ne se laissa intimider ni par la célébrité ni par la violence de son adversaire : il en repoussa les invectives avec une modération qui lui concilia tous les suffrages. En 1596, il se présenta inutilement pour remplacer Pietro degli Angeli à l’Université de Pise. Il répara cet échec en tournant ses regards du côté de Bologne, où il ne tarda pas à obtenir une place de professeur. Vers les dernières années de sa vie, il fut invité par le Grand Duc Ferdinand à aller occuper une chaire de belles-lettres à l’Université de Pise, et mourut dans cette ville en 1609.

## Œuvres
- Carminum liber primus, dans le recueil des poésies latines de son compatriote Pietro Gherardi, Florence, 1571, in-8°.
- Locorum controversorum libri decem, in quibus plurimi veterum scriptorum loci conferuntur, explicantur et emendantur, ibid., 1583 (lire en ligne). Scaliger, sous le nom d’Yves Villiomari, y répondit par un ouvrage intitulé In locos controversos Titii animadversionum liber, Paris, 1586, in-8°.
- Pro suis locis controversis assertio adversus Yvonem quemdam Villiomarum, Florence, 1589, in-4°. C’est une réplique au livre précédent.
- Nereus, carmen, ibid., 1589, in-4°. C’est un épithalame pour célébrer le mariage de Ferdinand de Médicis avec Christine de Lorraine.
- M. Aurelii Olympii Nemesiani, et T. Calphurnii Siculi bucolica, novis commentariis exposita, ibid., 1590, in-4°.
- Ad Cæsaris Commentarios de bello gallico prælectiones quatuor, ibid., 1598, in-4°, et plusieurs lettres et poésies latines et italiennes, imprimées dans différents recueils. (Voy. Ceffini, Vita di Roberto Titi, dans le Giornale de’ letterali d’Italia, t. 33, p. 177.)